# Urucum (álbum)
Urucum é o terceiro álbum de estúdio da rapper brasileira Karol Conká, lançado em 31 de março de 2022, através da Sony Music Brasil. O álbum contém os singles "Mal Nenhum", "Subida", "Louca e Sagaz" e "Vejo o Bem".  Com onze faixas, a produção musical de dez foi assinado por RDD com exceção de Louca e Sagaz produzida em parceira com WC no Beat.

## Antecedentes
Antes de entrar no Big brother Brasil, Karol Conká arquitetava seu terceiro álbum de estúdio. A produção foi interrompida enquanto a rapper curitibana esteve confinada no reality show da TV Globo e mudou completamente de rumo depois que a rapper deixou o programa, numa eliminação histórica, em que recebeu 99,17% dos votos.

""Tudo foi feito numa época turbulenta. Eu estava no processo de terapia e de autoconhecimento. Conforme eu ia compondo, me despia de dores, remorsos e culpas. Me sentia aliviada e curada", ela conta e caracteriza a produção como "intuitiva", "orgânica" e "bastante íntima""

— Karol Conká, descrevendo o álbum.
Diante da rejeição popular, Conká paralisou o projeto para se reequilibrar emocionalmente. Mas em seguida compreendeu que o processo de preparação do disco poderia ser terapêutico em si.
Em seu estúdio particular que tem em casa, em São Paulo, a artista recebeu o produtor musical RDD (nome artístico do baiano Rafa Dias, do grupo ÀTTØØXXÁ) para escrever as canções que refletem e narram o caminho percorrido até que Karol conseguisse se levantar.
No final de 2021, Conká anunciou que o nome do seu terceiro álbum ira se chamar Urucum. O novo álbum feito em apenas duas semanas teria incialmente 12 músicas produzidas inteiramente por RDD. Karol descreveu o novo álbum como um projeto que fala sobre suas “percepções e sensações”, com “clima quente” e “batidas diferenciadas”. Todas as 12 músicas, segundo ela, possuem influências de suas vivências pessoais.Anteriormente previsto para ser lançado no último bimestre de 2022.

## Gravação e produção
Feito em duas semanas.Urucum tem como sonoridade principal um mix de ritmos afro-brasileiros como trap, pagode baiano, reggae e R&B. Dez das onze faixas foram produzidas por RDD e uma produzida em parceira com WC no Beat.
Com a maioria das faixas escritas após sua participação no reality show Big Brother Brasil, a rapper descreve o projeto como um processo terapêutico da sua vida, diante da onda de ódio e rejeição que recebeu durante a sua participação no programa. O próprio nome do álbum explicita o conceito, a rapper observa que a fruta urucum tem propriedades ‘antioxidantes, terapêuticas’ e que isso tem tudo a ver com o álbum e com o que ele representa para ela. Urucum possui 11 faixas e traz a rapper curitibana abordando variadas perspectivas de sua participação vivida no reality show.

## Lançamento e promoção
Ao longo de 2021, Karol lançou diversos singles presente em Urucum, em 24 de junho em parceria com o produtor RDD codinome do produtor musical Rafa Dias, do grupo ÀTTØØXXÁ, lançou o primeiro single "Mal nenhum", música que mistura pagodão baiano com trap. Em 30 de setembro 2021 novamente em parceria com o produtor RDD lançou o single Subida, transitando entre uma mistura de reggae e pagodão baiano, e no dia seguinte lançou o clipe inspirado em Rude Boy da cantora barbadense Rihanna, dirigido por Bruno Trindade e codirigido pela própria rapper. A canção foi escolhida para integrar a trilha sonora do jogo de videogame FIFA 22. Sendo a terceira música da rapper, a entrar no jogo de videogame, duas faixas do álbum "Batuk freak" já participaram da franquia de jogos, no FIFA 14, a cantora emplacou o hit "Boa Noite"; e no FIFA 18, "Caxambu", ambas do mesmo álbum.
Em 28 de outubro de 2021, lançou seu tão aguardado single Louca e Sagaz,  gravado com a colaboração do produtor WC no Beat, apresentando um hit que transita entre o reggaeton e o trap. Originalmente planejada para ser lançada 12 de fevereiro, durante a participação da cantora no Big Brother Brasil. Porém diante de diversas polêmicas, controvérsias e uma grande onda de rejeição e cancelamentos em relação de algumas de suas atitudes e a gerada repercussão negativa, fizeram sua equipe e a gravadora adiar a veiculação da faixa. Após sair do reality show e se deparar com a repercussão negativa de sua passagem pelo programa, Karol de primeiro momento não queria lançar a música e a descartou. A artista preferiu lançar primeiramente os singles Dilúvio, Mal nenhum e Subida Frequentemente, a artista cantava ou dançava trechos da composição, que também ficou conhecida como “Sessão de Hipnose” nas redes. Pouco tempo depois um vídeo gravado durante o reality show, em que Karol aparece cantando e dançando um trecho da música ao lado de Pocah viralizou nas redes sociais, o que fez uma grande onda de fã fazerem um apelo para a rapper lançar o som.
Em março de 2022 disponibilizou a canção "Paredawn", criada de forma despretensioso serviu como exercício terapêutico e auto analise sobre os acontecimentos vividos durante e após sua participação no Big Brother Brasil.  Em 31 de março de 2022, lançou o tão aguardo terceiro álbum ''Urucum'',  descrevendo disco como uma terapia musical. No dia seguinte 1 de abril de 2022, lançou o videoclipe do single ''Vejo o Bem', promovendo assim seu mais recente álbum.

## Arte da capa
"É uma referência ao que eu causei no Brasil em 2021: a petrificação das pessoas, a paralização de um país para me eliminar num paredão, o ódio coletivo, a manada do ódio. E nesse caso a capa é um convite para um mergulho na intensidade. Eu convido o Brasil para paralisar dessa vez para refletir e não para me odiar"

— Karol Conká, descrevendo a capa do álbum.
A arte da capa foi revelada em 22 de março de 2022, trazendo referências à arte moderna, a capa traz Conká em uma versão alternativa inspirada na Medusa, uma das criaturas mais imponentes e assustadoras da mitologia grega e capaz de transformar em pedra aqueles que olhassem diretamente para seu rosto. Com direção artística de Alma Negrot e traz um conceito impactante que traduz o que o álbum carrega e as imagens foram captadas pelo  fotógrafo Jonathan Wolpert.

## Turnê
Urucum Tour foi a terceira turnê da rapper brasileira Karol Conká, em apoio ao seu terceiro álbum de estúdio, Urucum (2022).

### Datas
| Data                | Cidade         | Estado           | País           | Local                          |
| América do Sul      | América do Sul | América do Sul   | América do Sul | América do Sul                 |
| ------------------- | -------------- | ---------------- | -------------- | ------------------------------ |
| 2 de abril de 2022  | Vitória        | Espírito Santo   | Brasil         | Área Verde Álvares Cabral      |
| 8 de abril de 2022  | Curitiba       | Paraná           | Brasil         | Piazza Arado                   |
| 15 de abril de 2022 | Brasília       | Distrito Federal | Brasil         | Corredor Central               |
| 16 de abril de 2022 | Goiânia        | Goiás            | Brasil         | Centro Cultural Oscar Niemeyer |
| 23 de abril de 2022 | Rio de Janeiro | Rio de Janeiro   | Brasil         | Nau Cidades                    |
| 29 de abril de 2022 | Recife         | Pernambuco       | Brasil         |                                |
| 30 de abril de 2022 | Salvador       | Bahia            | Brasil         |                                |
| 07 de maio de 2022  | São Paulo      | São Paulo        | Brasil         | Audio                          |

## Lista de faixas
| Urucum – Edição padrão |                                  |                                      |                  |         |  |
| N.º                    | Título                           | Compositor(es)                       | Produtor(es)     | Duração |  |
| 1.                     | "Fuzuê"                          | Karoline Oliveira RDD                | Karol Conká RDD  | 2:12    |  |
| 2.                     | "Se Sai"                         | Oliveira RDD                         | Conká RDD        | 2:48    |  |
| 3.                     | "Mal Nenhum"                     | Oliveira RDD                         | Conká RDD        | 3:17    |  |
| 4.                     | "Cê Não Pode"                    | Oliveira RDD                         | Conká RDD        | 2:28    |  |
| 5.                     | "Calma"                          | Oliveira RDD                         | Conká RDD        | 2:32    |  |
| 6.                     | "Vejo o Bem"                     | Oliveira RDD                         | Conká RDD        | 2:48    |  |
| 7.                     | "Sossego"                        | Oliveira RDD                         | Conká RDD        | 3:08    |  |
| 8.                     | "Slow"                           | Oliveira RDD                         | Conká RDD        | 3:19    |  |
| 9.                     | "Por Inteira"                    | Oliveira RDD                         | Conká RDD        | 2:24    |  |
| 10.                    | "Subida" (com RDD)               | Oliveira RDD                         | Conká RDD        | 2:37    |  |
| 11.                    | "Louca e Sagaz" (com WC no Beat) | Oliveira Joey Mattos WC no Beat Xavi | Conká WC no Beat | 3:14    |  |
| Duração total:         | Duração total:                   | Duração total:                       | Duração total:   | 30:54   |  |

## Prêmios e indicações
| Ano  | Premiação                             | Categoria   | Resultado | Ref.          |
| ---- | ------------------------------------- | ----------- | --------- | ------------- |
| 2022 | Prêmio Multishow de Música Brasileira | Capa do Ano | Indicada  | [ 31 ] [ 32 ] |